# Изоклина

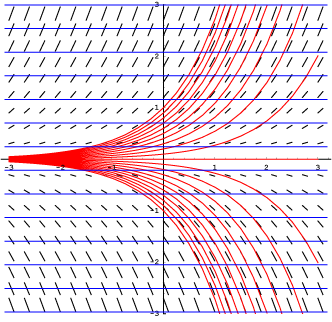
Синим цветом изображены изоклины уравнения

Изокли́на (от др.-греч. ίσος «равный, одинаковый, подобный» + κλίνω «клонить, наклонять») дифференциального уравнения первого порядка — кривая на плоскости, вдоль которой поле, задаваемое дифференциальным уравнением, имеет один и тот же наклон.

## Описание
Изоклина дифференциального уравнения {\displaystyle y'=f(x,\;y)}, отвечающая наклону {\displaystyle p}, есть линия уровня правой части соответствующего дифференциального уравнения:
{\displaystyle f(x,\;y)=p.}
Задавая различные значения параметра {\displaystyle p}, можно получить семейство кривых, каждая из которых является изоклиной при определённом значении параметра {\displaystyle p}. Построение изоклин — один из приёмов качественного анализа поведения решений анализируемого дифференциального уравнения.